# 柚木属
柚木属（学名：Tectona）是唇形科下的一个属，为落叶大乔木植物。该属共有3种，分布于印度、马来西亚、缅甸和菲律宾。
属名Tectona源于马来语takku，即“柚木”。

## 物种
- 柚木 Tectona grandis
- 缅甸柚木 Tectona hamiltoniana
- 菲律宾柚木 Tectona philippinensis（英语：Tectona philippinensis）